# Doba (Giżycko)
Doba (deutsch Doben) ist ein Ort in der polnischen Woiwodschaft Ermland-Masuren, der zur Landgemeinde Giżycko (Lötzen) im Powiat Giżycki (Kreis Lötzen) gehört.

## Geographische Lage
Doba liegt am Südwestufer des Jezioro Dobskie (deutsch Dobensee) im Norden der östlichen Woiwodschaft Ermland-Masuren. Bis zur ehemaligen Kreisstadt Angerburg (polnisch Węgorzewo) sind es 19 Kilometer in nordöstlicher Richtung, während die heutige Kreisstadt Giżycko (Lötzen) 13 Kilometer in östlicher Richtung entfernt ist.

## Geschichte
Das seinerzeit Dauba (vor 1898 Daubis) genannte Dorf wurde im Jahr 1496 gegründet. Das aus dem 14. Jahrhundert stammende, auf dem Gebiet eines ehemaligen Ordenshofes auf der vorgelagerten Dobensche Insel (Insel Tautenburg) gelegene Gutshaus, das bis 1945 den Freiherren Schenck zu Tautenburg gehörte, existiert nicht mehr. Lediglich einige Wirtschaftsgebäude sind noch vorhanden.

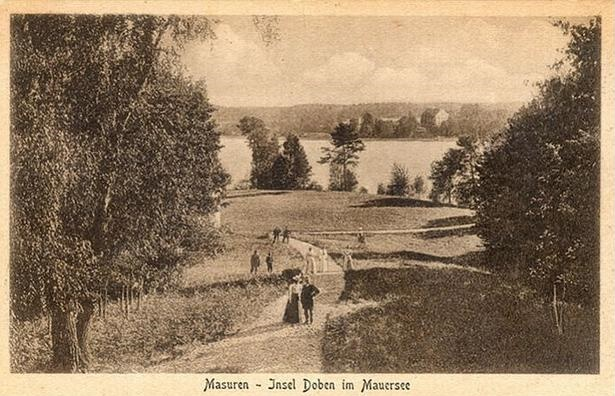
Die Dobensche Insel im Jahre 1900

Von 1874 bis 1945 war Doben Amtsdorf und damit namensgebend für einen Amtsbezirk, der zum Kreis Angerburg im Regierungsbezirk Gumbinnen der preußischen Provinz Ostpreußen gehörte. Zu dem Amtsbezirk gehörten der Gutsbezirk Doben mit der Insel Kirsaiten (polnisch Kirsajty), die Landgemeinde Kühnort (Dziewiszewo) und der Dobensee im Domänen-Amt Angerburg. Zum Gutsbezirk Doben gehörten die Wohnplätze Deyguhnen (polnisch Dejguny), Insel Kirsaiten, Vorwerk Kühnort, Steinhof und Ziegelei Bargulla.
Der Gutsbezirk Doben zählte im Jahre 1910 insgesamt 208 Einwohner. Am 30. September 1928 gab Doben seine Selbständigkeit auf und wurde – allerdings ohne die Insel Kirsaiten – nach Kühnort eingemeindet. Am 8. Mai 1930 wurde die Landgemeinde Kühnort dann in Doben umbenannt, so dass dieser Name nun auch nur noch den einzigen Ort im gleichnamigen Amtsbezirk bezeichnete. Die Einwohnerzahl belief sich 1933 auf 201 und betrug 1939 bereits 226.

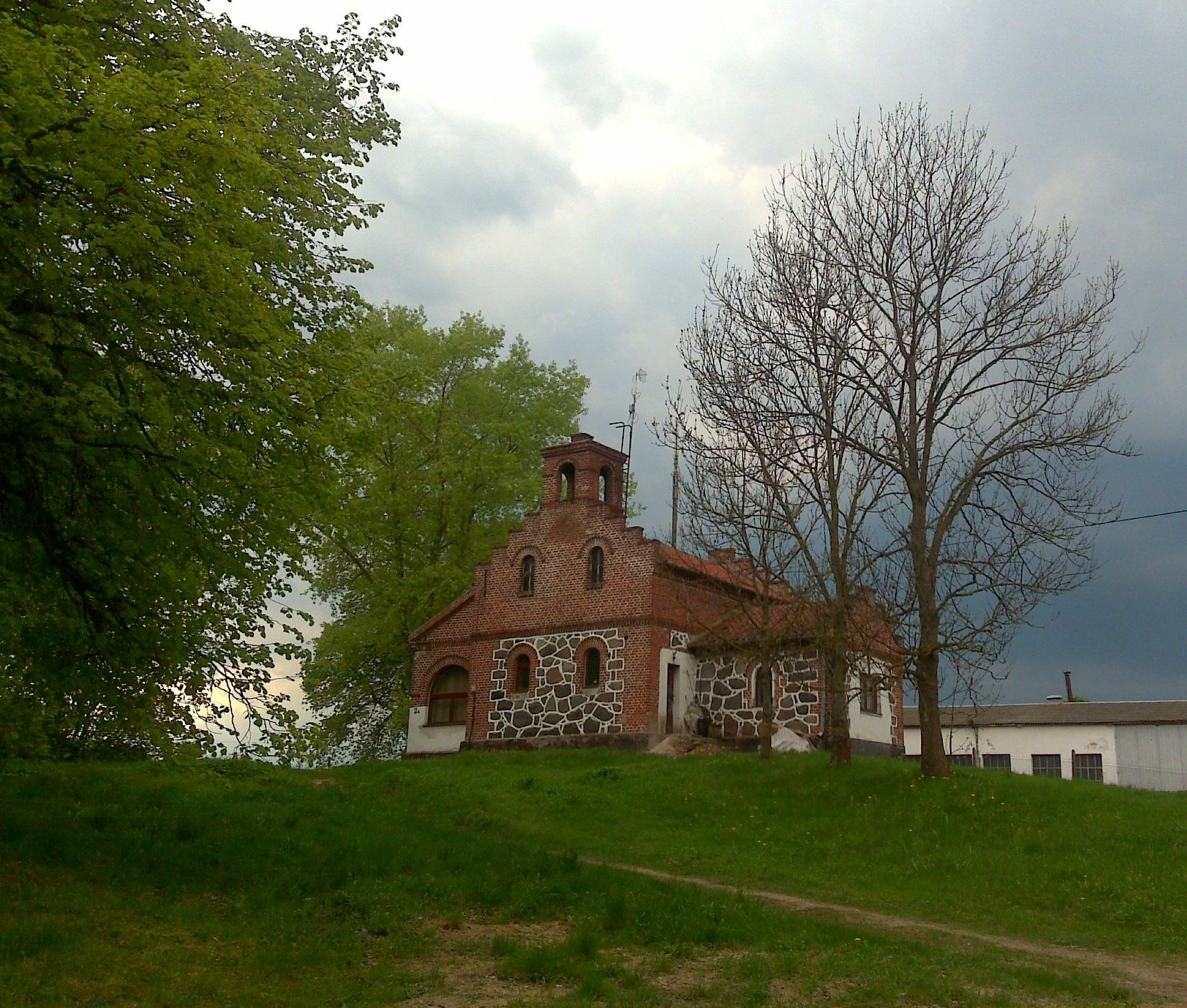
Alte Schmiede in Doba

In Kriegsfolge kam Doben 1945 mit dem gesamten südlichen Ostpreußen zu Polen und heißt seither Doba, während der Ort Kühnort den Namen Dziewiszewo erhielt.
Doba ist heute eine Ortschaft in der Landgemeinde Giżycko (Lötzen) im Powiat Giżycki (Kreis Lötzen), bis 1998 der Woiwodschaft Suwałki, seither der Woiwodschaft Ermland-Masuren zugeordnet.

## Religionen

### Kirchengebäude
Die kleine Kirche in Doba steht anstelle einer 1530 errichteten Kapelle und wurde 1574 erstmals erwähnt. In den Jahren 1747 und 1887 (Turmbau) und 1985 wurde sie grundlegend restauriert. Die Ausstattung stammt aus der Mitte des 17. Jahrhunderts. Bis 1945 war die Kirche evangelisches Gotteshaus, heute wird sie von der römisch-katholischen Kirche genutzt.

### Kirchengemeinde

#### Evangelisch
Die evangelische Kirchengemeinde Doben war mit der benachbarten Kirchengemeinde Rosengarten (polnisch Radzieje) pfarramtlich verbunden, hatte jedoch einen eigenen Sprengel, zu dem fünf Ortschaften und (im Jahr 1925) 250 Gemeindeglieder gehörten. Das Pfarramt Rosengarten/Doben war dem Kirchenkreis Angerburg in der Kirchenprovinz Ostpreußen der Evangelischen Kirche der Altpreußischen Union zugeordnet. Seit 1945 orientieren sich die hier lebenden evangelischen Kirchenglieder nach Giżycko (Lötzen) bzw. nach Kętrzyn (Rastenburg), beide Pfarreien gehören zur Diözese Masuren der Evangelisch-Augsburgischen Kirche in Polen.

#### Katholisch
Vor 1945 gehörten die katholischen Einwohner in Doben zur Kirche zum Guten Hirten Angerburg im Dekanat Masuren II im Bistum Ermland. Seit 1945 wurde die örtliche Kirche als Kapelle übernommen und in die Pfarrei Kamionki (Kamionken, 1928–1945 Steintal) integriert. Sie gehört zum Dekanat Giżycko-św. Szczepana Męczennika (St. Stephanus) im Bistum Ełk der Römisch-katholischen Kirche in Polen.

## Verkehr
Doba liegt an einer Nebenstraße, die als Uferstraße den Südwesten der Dobensees umfährt und von Radzieje (Rosengarten) nach Kamionki (Kamionken, 1928–1945 Steintal) führt. Eine Bahnanbindung besteht nicht.